# Fulgor Libertas Forlì 2010-2011
La Fulgor Libertas Forlì 2010-2011, sponsorizzata MarcoPoloShop.it, ha preso parte al campionato professionistico italiano di Legadue.
La squadra disputa la Legadue 2010-2011 come ripescata a seguito dell'esclusione della Fortitudo Bologna, che l'anno prima aveva sconfitto proprio Forlì all'ultimo secondo della decisiva gara 5 delle finali play-off.
Per la società Fulgor Libertas si tratta della prima partecipazione al campionato di Legadue, ma già in precedenza la vecchia Libertas Forlì aveva militato per numerosi anni in Serie A2 (nonché A1) prima della scomparsa del club.

## Roster
Nel corso della stagione vengono apportati numerosi cambiamenti al roster. Il primo ad essere tagliato è il ceco Ličartovský. Arrivano poi il play americano Goldwire e il comunitario Toppert, quest'ultimo a gettone. Intanto arriva in prova il tiratore lituano Serapinas, non tesserato a causa delle sue condizioni fisiche non convincenti. Pochi giorni dopo Piazza e Foiera si trasferiscono a Rimini, l'esterno bianco Wittman viene tagliato, mentre arrivano la guardia Borsato e l'italo-americano Mike Nardi che va sostituire il capitano oriundo Forray nel ruolo di unico giocatore italianizzato schierato secondo regolamento. Dopo il derby perso a Rimini viene esonerato coach Di Lorenzo a favore di Nenad Vučinić, coach della Nuova Zelanda. I cambiamenti proseguono anche a febbraio, con la separazione da Lestini e l'inserimento del finlandese Shawn Huff.

L'ultima sostituzione è datata 3 marzo 2011: per motivi tecnico/disciplinari viene tagliato Lorenzo Gordon, e al suo posto arriva Bobby Jones da Montegranaro.

### Mercato Estivo
| Giocatore          | Ruolo        | Provenienza            |
| Alessandro Piazza  | Playmaker    | Triboldi Cremona       |
| Alex Ranuzzi       | Ala          | S.C. Gira Ozzano       |
| Francesco Foiera   | Centro       | Veroli Basket          |
| Štefan Ličartovský | Ala          | Eco Örebro             |
| Lorenzo Gordon     | Ala - Centro | Petkim Aliağa          |
| Ryan Wittman       | Ala          | Cornell University     |
| Luca Campani       | Centro       | Pallacanestro Reggiana |

| Giocatore          | Ruolo        | Provenienza            |
| Alessandro Piazza  | Playmaker    | Triboldi Cremona       |
| Alex Ranuzzi       | Ala          | S.C. Gira Ozzano       |
| Francesco Foiera   | Centro       | Veroli Basket          |
| Štefan Ličartovský | Ala          | Eco Örebro             |
| Lorenzo Gordon     | Ala - Centro | Petkim Aliağa          |
| Ryan Wittman       | Ala          | Cornell University     |
| Luca Campani       | Centro       | Pallacanestro Reggiana |

#### Partenze
| Giocatore          | Ruolo         | Destinazione                       |
| Massimo Farioli    | Ala           | Basket Brescia Leonessa            |
| Matteo Frassineti  | Guardia - Ala | Pallacanestro Reggiana             |
| Cristian Villani   | Ala           | AB Latina                          |
| Stefano Masciadri  | Ala           | Casale Monferrato                  |
| Claudio Tommasini  | Playmaker     | Ostuni Basket                      |
| Federico Tassinari | Guardia       | Pallacanestro Moncalieri-San Mauro |

## Campionato

### Classifica
Aggiornata al 6 maggio 2011.
|  |     | Classifica 2010-2011 | PT | G  | V  | P  | PF   | PS   |
|  | --- | -------------------- | -- | -- | -- | -- | ---- | ---- |
|  | 1.  | Junior Casale        | 42 | 30 | 21 | 9  | 2484 | 2220 |
|  | 2.  | Reyer Venezia        | 42 | 30 | 21 | 9  | 2338 | 2190 |
|  | 3.  | Crabs Rimini         | 38 | 30 | 19 | 11 | 2253 | 2176 |
|  | 4.  | Scafati Basket       | 38 | 30 | 19 | 11 | 2287 | 2191 |
|  | 5.  | Barcellona*          | 37 | 30 | 19 | 11 | 2537 | 2424 |
|  | 6.  | Veroli Basket        | 36 | 30 | 18 | 12 | 2401 | 2354 |
|  | 7.  | Amici Pall. Udinese  | 34 | 30 | 17 | 13 | 2250 | 2299 |
|  | 8.  | Pistoia Basket       | 28 | 30 | 14 | 16 | 2267 | 2245 |
|  | 9.  | Jesi Academy         | 28 | 30 | 14 | 16 | 2372 | 2432 |
|  | 10. | A. Costa Imola       | 26 | 30 | 13 | 17 | 2417 | 2423 |
|  | 11. | Casalpusterlengo     | 24 | 30 | 12 | 18 | 2211 | 2305 |
|  | 12. | Fulgor L. Forlì      | 24 | 30 | 12 | 18 | 2465 | 2536 |
|  | 13. | Pall. Reggiana       | 24 | 30 | 12 | 18 | 2240 | 2316 |
|  | 14. | B.C. Ferrara         | 24 | 30 | 12 | 18 | 2274 | 2303 |
|  | 15. | Scaligera Verona     | 22 | 30 | 11 | 19 | 2272 | 2314 |
|  | 16. | San Severo           | 12 | 30 | 6  | 24 | 2007 | 2347 |

### Dettaglio partite
| Gior. | Data             | Partita                                         | Ris.   | Mvp Forlì | Scarto |
| 1     | 3 ottobre 2010   | Fulgor Libertas Forlì - Tezenis Verona          | 85-75  | Gordon    | +10    |
| 2     | 10 ottobre 2010  | Umana Venezia - Fulgor Libertas Forlì           | 73-64  | Gordon    | -9     |
| 3     | 17 ottobre 2010  | MarcoPoloShop Forlì - Spiga Rimini              | 53-65  | Piazza    | -12    |
| 4     | 24 ottobre 2010  | Aget Service Imola - MarcoPoloShop Forlì        | 76-70  | Poletti   | -6     |
| 5     | 31 ottobre 2010  | MarcoPoloShop Forlì - Sunrise Scafati           | 96-87  | Wittman   | +9     |
| 6     | 7 novembre 2010  | Prima Veroli - MarcoPoloShop Forlì              | 97-92  | Foiera    | -5     |
| 7     | 14 novembre 2010 | MarcoPoloShop Forlì - U.C. Casalpusterlengo     | 64-80  | Poletti   | -16    |
| 8     | 21 novembre 2010 | Sigma Barcellona - MarcoPoloShop Forlì          | 92-90  | Piazza    | -2     |
| 9     | 28 novembre 2010 | MarcoPoloShop Forlì - Trenkwalder Reggio Emilia | 79-76  | Gordon    | +3     |
| 10    | 5 dicembre 2010  | Snaidero Udine - MarcoPoloShop Forlì            | 84-77  | Gordon    | -7     |
| 11    | 12 dicembre 2010 | MarcoPoloShop Forlì - Fileni Jesi               | 88-79  | Piazza    | +9     |
| 12    | 19 dicembre 2010 | Tuscany Pistoia - MarcoPoloShop Forlì           | 75-70  | Gordon    | -5     |
| 13    | 23 dicembre 2010 | MarcoPoloShop Forlì - Naturhouse Ferrara        | 61-67  | Gordon    | -6     |
| 14    | 6 gennaio 2011   | Fastweb Casale Monferrato - MarcoPoloShop Forlì | 97-70  | Piazza    | -27    |
| 15    | 9 gennaio 2011   | MarcoPoloShop Forlì - Mazzeo San Severo         | 73-88  | Gordon    | -15    |
| 16    | 16 gennaio 2011  | Tezenis Verona - MarcoPoloShop Forlì            | 92-69  | Goldwire  | -23    |
| 17    | 23 gennaio 2011  | MarcoPoloShop Forlì - Umana Venezia             | 88-98  | Goldwire  | -10    |
| 18    | 30 gennaio 2011  | Spiga Rimini - MarcoPoloShop Forlì              | 100-91 | Gordon    | -9     |
| 19    | 6 febbraio 2011  | MarcoPoloShop Forlì - Aget Service Imola        | 88-90  | Poletti   | -2     |
| 20    | 13 febbraio 2011 | Sunrise Scafati - MarcoPoloShop Forlì           | 77-73  | Gordon    | -4     |
| 21    | 20 febbraio 2011 | MarcoPoloShop Forlì - Prima Veroli              | 88-98  | Gordon    | -10    |
| 22    | 6 marzo 2011     | U.C. Casalpusterlengo - MarcoPoloShop Forlì     | 78-86  | Poletti   | +8     |
| 23    | 13 marzo 2011    | MarcoPoloShop Forlì - Sigma Barcellona          | 98-89  | Goldwire  | +9     |
| 24    | 20 marzo 2011    | Trenkwalder Reggio Emilia - MarcoPoloShop Forlì | 92-84  | Jones     | -8     |
| 25    | 27 marzo 2011    | MarcoPoloShop Forlì - Snaidero Udine            | 87-84  | Goldwire  | +3     |
| 26    | 3 aprile 2011    | Fileni Jesi - MarcoPoloShop Forlì               | 82-90  | Poletti   | +8     |
| 27    | 10 aprile 2011   | MarcoPoloShop Forlì - Tuscany Pistoia           | 86-84  | Jones     | +2     |
| 28    | 17 aprile 2011   | Naturhouse Ferrara - MarcoPoloShop Forlì        | 89-93  | Poletti   | +4     |
| 29    | 30 aprile 2011   | MarcoPoloShop Forlì - Fastweb Casale Monferrato | 91-90  | Jones     | +1     |
| 30    | 6 maggio 2011    | Mazzeo San Severo - MarcoPoloShop Forlì         | 82-121 | Huff      | +39    |